# بوب ويتفيلد
بوب ويتفيلد (بالإنجليزية: Bob Whitfield)‏ هو لاعب كرة قدم أمريكية أمريكي، ولد في 18 أكتوبر 1971 في كارسون في الولايات المتحدة.

## وصلات خارجية
- بوب ويتفيلد على موقع مرجع كرة القدم المحترفة.كوم (الإنجليزية)